# Morlaàs
Morlaàs település Franciaországban, Pyrénées-Atlantiques megyében. Lakosainak száma 4367 fő (2022. január 1.). Morlaàs Andoins, Buros, Gabaston, Idron, Maucor, Ouillon, Pau, Saint-Jammes, Sendets és Serres-Morlaàs községekkel határos.

## Népesség
A település népességének változása:
| Lakosok száma | 4142 | 4156 | 4431 | 4282 | 4294 | 4356 | 4353 | 4360 | 4367 |
|               | 2013 | 2015 | 2016 | 2017 | 2018 | 2019 | 2020 | 2021 | 2022 |